# Luigi Ferdinando Tagliavini

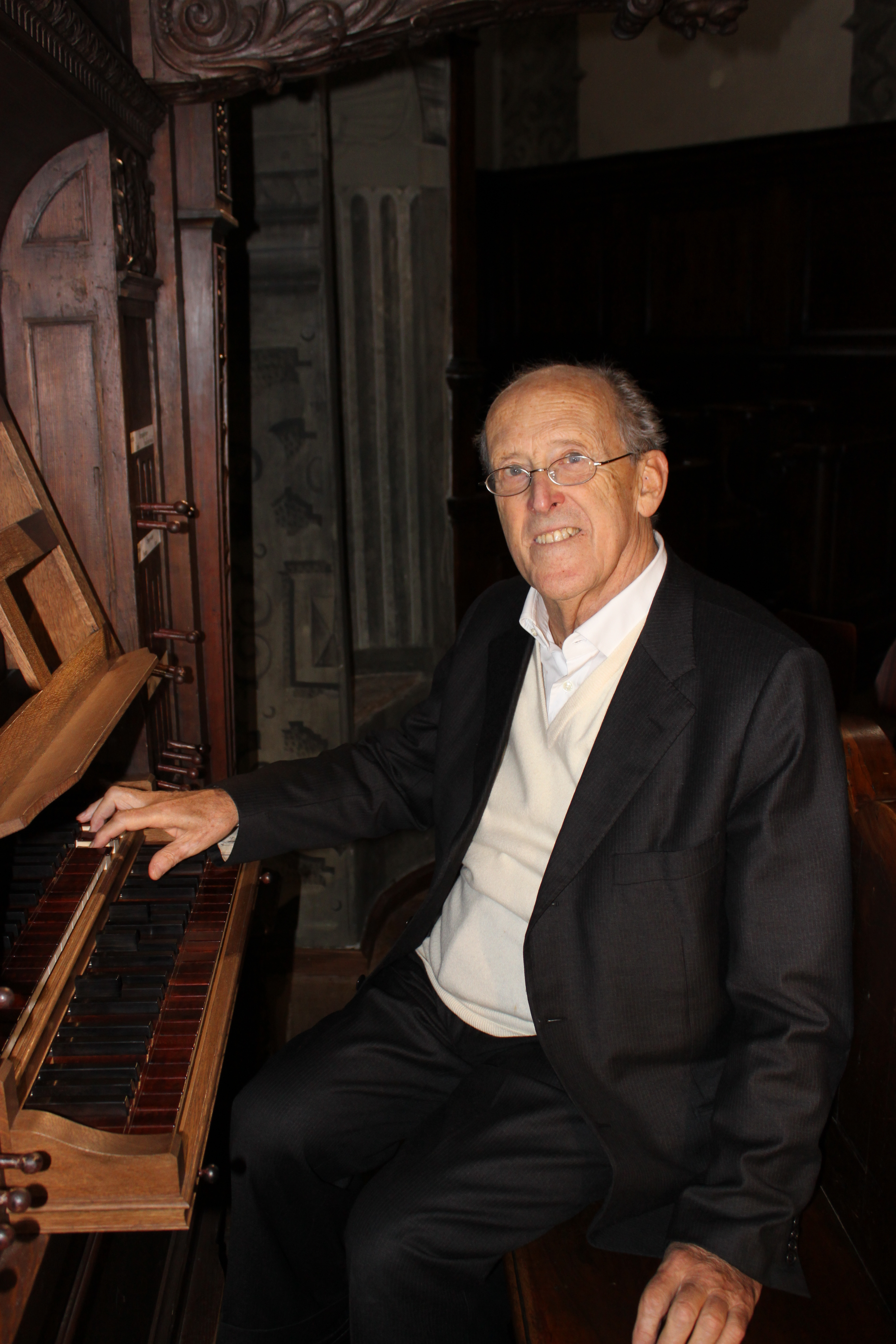
Luigi Ferdinando Tagliavini (2012)

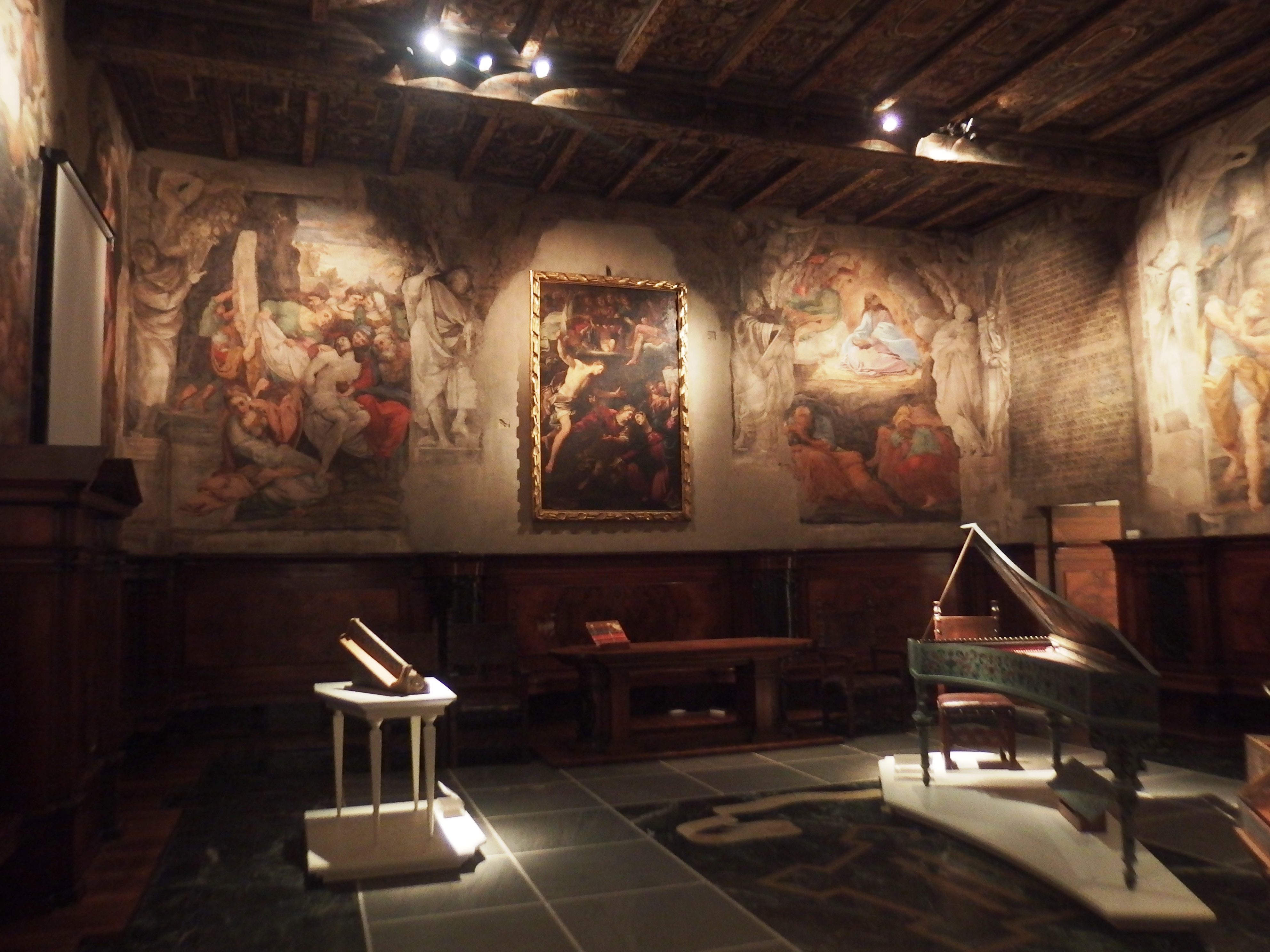
Deel van de Collezione Tagliavini in het San Colombano Museum in Bologna

Luigi Ferdinando Tagliavini (Bologna, 7 oktober 1929 – aldaar, 11 juli 2017) was een Italiaans organist, klavecinist, componist en muziekpedagoog.

## Levensloop
Tagliavini leerde orgel, piano en compositie aan het Conservatorium van Bologna bij Riccardo Nielsen en in het Conservatorium van Parijs bij Marcel Dupré. Hij promoveerde aan de Universiteit van Padua in 1951 met een dissertatie over de teksten van de kerkcantates van Johann Sebastian Bach. Hij werd orgelleraar en bibliothecaris aan het Conservatorium van Bologna en vervolgens bij het Monteverdi Conservatorium in Bolzano.
Docent muziekgeschiedenis geworden aan de Universiteit van Parma, werd hij in 1971 gewoon hoogleraar aan de universiteit van Fribourg (Zwitserland) en directeur van het Instituut voor Musicologie aldaar. Hij werd gasthoogleraar aan verschillende Amerikaanse universiteiten, terwijl hij een carrière voortzette als organist in Italië en in andere landen. Hij werd titularis van het orgel in de Sint-Petroniusbasiliek in Bologna, een functie die hij sinds 1982 deelde met de Friese organist Liuwe Tamminga, die mede door hem was opgeleid. Hij was de stichter van het tijdschrift "L'Organo". Hij heeft ook regelmatig gedoceerd op de zomercursussen in Haarlem en de "Accademia di musica per organo" in Pistoia. Hij heeft kritische uitgaven bezorgd van werken van onder meer Frescobaldi, Zipoli en Mozart.
Hij bezat een zeldzame collectie van circa 70 oude toetsinstrumenten: klavecimbels, fortepiano's, klavichorden, spinetten en orgels, die hij heeft geschonken aan de Fondazione Carisbo in Bologna en die onder de naam Collezione Tagliavini sinds 2010 beheerd wordt door het San Colombano Museum in Bologna, met als conservator Liuwe Tamminga.
Met Marie-Claire Alain, Anton Heiller en Gustav Leonhardt heeft hij sterk bijgedragen aan de herontdekking en promotie van de authentieke uitvoeringspraktijk van oude muziek voor klavecimbel en orgel. In Italië wordt hij, samen met zijn vriend Oscar Mischiati, als eerste promotor beschouwd van de Orgelbeweging, die zich voorneemt historische orgels te restaureren en te valoriseren volgens de oude methodes en technieken. 
Hij werd vaak uitgenodigd om in jury's te zetelen. In 1991 en 1994 was hij lid van de jury voor het internationaal orgelconcours, in het kader van het Festival Oude Muziek in Brugge.

## Eerbetoon
- Gouden medaille voor Culturele Verdienste (1974, Ministerie van Nationale Opvoeding, Italië)
- Tiroler Adler in Innsbruck (1982)
- Eredoctoraat van de universiteit van Edinburgh
- 'Organist of the Year' (1985, Guild of Organists of New York)
- Prijs "Massimo Mila" van de Italiaans Muziekcritici (1991)
- Honorary Fellow van de Royal College of Organists in Londen (1996)
- Erekrans van de Universiteit van Bologna (1999)
- Lid van de Accademia Nazionale di Santa Cecilia (1992)
- Ereburger van Dallas, Texas (2000)
- Gouden Leeuw van Pistoia (2000)

## Discografie
Talgiavini heeft veel platenopnamen gerealiseerd. Hij kreeg hiervoor prijzen, zoals:
- Premio delle discografia Italiana,
- Schallplattenpreis der deutschen Phono-Akademie,
- Choc de la musique,
- Premio Antonio Vivaldi,
- Premio Massimo Mila.

Enkele opnamen:
- 1975 - Frescobaldi  Fiori Musicali  (orgel van San Giuseppe te Brescia): https://www.youtube.com/watch?v=5D0w_gxCyeU
- 1991 - Andrea e Giovanni Gabrieli: Gli organi della Basilica di San Petronio -con Liuwe Tamminga- (Tactus)
- 1991 - Maestri Padani e Fiamminghi: Gli organi storici della Basilica di San Petronio in Bologna -con Liuwe Tamminga- (Tactus)
- 1993 - Gherardeschi: Messa per organo -con Corale S. Michele Arcangelo di Corsanico- (Fone)
- 1996 - Luigi Ferdinando Tagliavini and his collection of harpsichords (Ermitage)
- 2004 - L'organo Gaetano Callido (La Bottega Discantica)

## Compositie
- Passacaglia op een thema van Hindemith (1953)

## Publicaties
Hij is auteur van talrijke musicologische studies, onder meer:
- Studi sui testi della cantate sacre di J. S. Bach, Padova-Kassel, 1956
- La situazione degli antichi organi in Italia: problemi di censimento e di tutela, in collaborazione con Oscar Mischiati (in "L'organo" 1969)
- Note introduttive alla storia del temperamento in Italia (in "L'organo" 1980)
- J.S.Bach Musik in Italien im 18. und 19. Jahrhundert (in AA.VV., Bachiana et alia musicologica: Festschrift A. Dürr, Kassel, 1983)